# Trumau
Trumau ist eine Marktgemeinde mit 3724 Einwohnern (Stand 1. Jänner 2025) in Niederösterreich im Bezirk Baden.

## Geografie

Trumau (links oben) und Umgebung um 1873 (Aufnahmeblatt der Landesaufnahme)

Durch die Gemeinde fließt die Triesting. Die Marktgemeinde liegt zwischen dem südwestlichen und dem nordöstlichen Teil des Wiener Beckens mit einer Seehöhe von 202 m ü. A.
In Trumau leben auf einer Fläche von 18,57 km² 3724 Einwohner (Stand 1. Jänner 2025).

### Gemeindegliederung
Es gibt nur die Katastralgemeinde Trumau.
Der Ort Hürbenau ist abgekommen.

### Nachbargemeinden
| Traiskirchen    | Münchendorf (Bez. Mödling)                  | Himberg (Bez. Bruck/Leitha) |
|                 | Kompassrose, die auf Nachbargemeinden zeigt |                             |
| Oberwaltersdorf |                                             | Ebreichsdorf                |

## Geschichte
Der Ort wurde im Hochmittelalter von dem Babenberger Leopold IV. durch eine Schenkung an das Stift Heiligenkreuz ins Leben gerufen und ist 1139 urkundlich belegt. Abt Gottschalk sah nach den ersten Jahren klösterlichen Lebens in Heiligenkreuz keine Aussicht auf finanziellen Bestand für die junge Klostergründung und erbat sich daher vom Landesherrn den Zusatz des Gutes von Trumau, einer klassischen klösterlichen Grangie.
Nachdem die Siedlung in der zweiten Hälfte des 15. Jahrhunderts verwüstet wurde, erlitt die Grangie weitere schwerwiegende Schäden im Zuge der Türkenkriege 1529 und 1683. Eine Neubesiedlung durch kroatische Bauern erfolgte ca. 1550–1600. Im Zuge der Neubesiedlung wurde Trumau 1588 zur Pfarre erhoben. Die Gründung kam im Zusammenhang mit der Gegenreformation in der zweiten Hälfte des 16. Jahrhunderts zustande. Sowohl der Landesherr Kaiser Rudolf II. als auch Bischof Urban von Trennbach, der Vorsteher der Diözese Passau, erteilten 1583 Abt Ulrich Molitor die Genehmigung zu ihrer Errichtung. Das Gebiet war bis dahin ein Teil der Pfarre Traiskirchen, die wiederum dem Stift Melk inkorporiert ist. 1588 wurde die Trumauer Kirche konsekriert. Seit dieser Zeit wurde die Pfarre meist von einem Ordenspriester des Heiligenkreuzer Konventes betreut. Seit 1613 sind sie namentlich belegt. Das Pfarrhaus fiel den Flammen von 1683 zum Opfer.
Auf dem Friedhof von Trumau befindet sich ein aus einem Massengrab bestehender russischer Soldatenfriedhof. Über die Anzahl der im April 1945 hier beigesetzten Sowjetsoldaten gibt es keine Angaben.
Ortsname
Das mittelhochdeutsche Wort „drum“ bedeutet Endstück. In diesem Fall könnte der Name auf das Ende einer Aulandschaft deuten, welches durch die geographische Lage des trockeneren südwestlichen und des feuchteren nordöstlichen Teils im Wiener Becken schließen lässt.
In historischen Quellen erscheint der heutige Ortsname in verschiedenen Formen. Der Volksmund hat oftmals von „drumðo“ gesprochen.

### Einwohnerentwicklung
| Trumau: Einwohnerzahlen von 1869 bis 2025           | Trumau: Einwohnerzahlen von 1869 bis 2025 | Trumau: Einwohnerzahlen von 1869 bis 2025 | Trumau: Einwohnerzahlen von 1869 bis 2025 | Trumau: Einwohnerzahlen von 1869 bis 2025 |
| --------------------------------------------------- | ----------------------------------------- | ----------------------------------------- | ----------------------------------------- | ----------------------------------------- |
| Jahr                                                |                                           |                                           |                                           | Einwohner                                 |
| 1869                                                | 1869                                      |                                           | 1.847                                     | 1.847                                     |
| 1880                                                | 1880                                      |                                           | 1.871                                     | 1.871                                     |
| 1890                                                | 1890                                      |                                           | 2.080                                     | 2.080                                     |
| 1900                                                | 1900                                      |                                           | 2.119                                     | 2.119                                     |
| 1910                                                | 1910                                      |                                           | 2.000                                     | 2.000                                     |
| 1923                                                | 1923                                      |                                           | 1.872                                     | 1.872                                     |
| 1934                                                | 1934                                      |                                           | 1.771                                     | 1.771                                     |
| 1939                                                | 1939                                      |                                           | 1.849                                     | 1.849                                     |
| 1951                                                | 1951                                      |                                           | 1.557                                     | 1.557                                     |
| 1961                                                | 1961                                      |                                           | 1.662                                     | 1.662                                     |
| 1971                                                | 1971                                      |                                           | 1.880                                     | 1.880                                     |
| 1981                                                | 1981                                      |                                           | 1.933                                     | 1.933                                     |
| 1991                                                | 1991                                      |                                           | 2.199                                     | 2.199                                     |
| 2001                                                | 2001                                      |                                           | 2.507                                     | 2.507                                     |
| 2011                                                | 2011                                      |                                           | 3.436                                     | 3.436                                     |
| 2021                                                | 2021                                      |                                           | 3.741                                     | 3.741                                     |
| 2025                                                | 2025                                      |                                           | 3.724                                     | 3.724                                     |
| Quelle(n): Statistik Austria, Gebietsstand 1.1.2021 |                                           |                                           |                                           |                                           |

## Kultur und Sehenswürdigkeiten

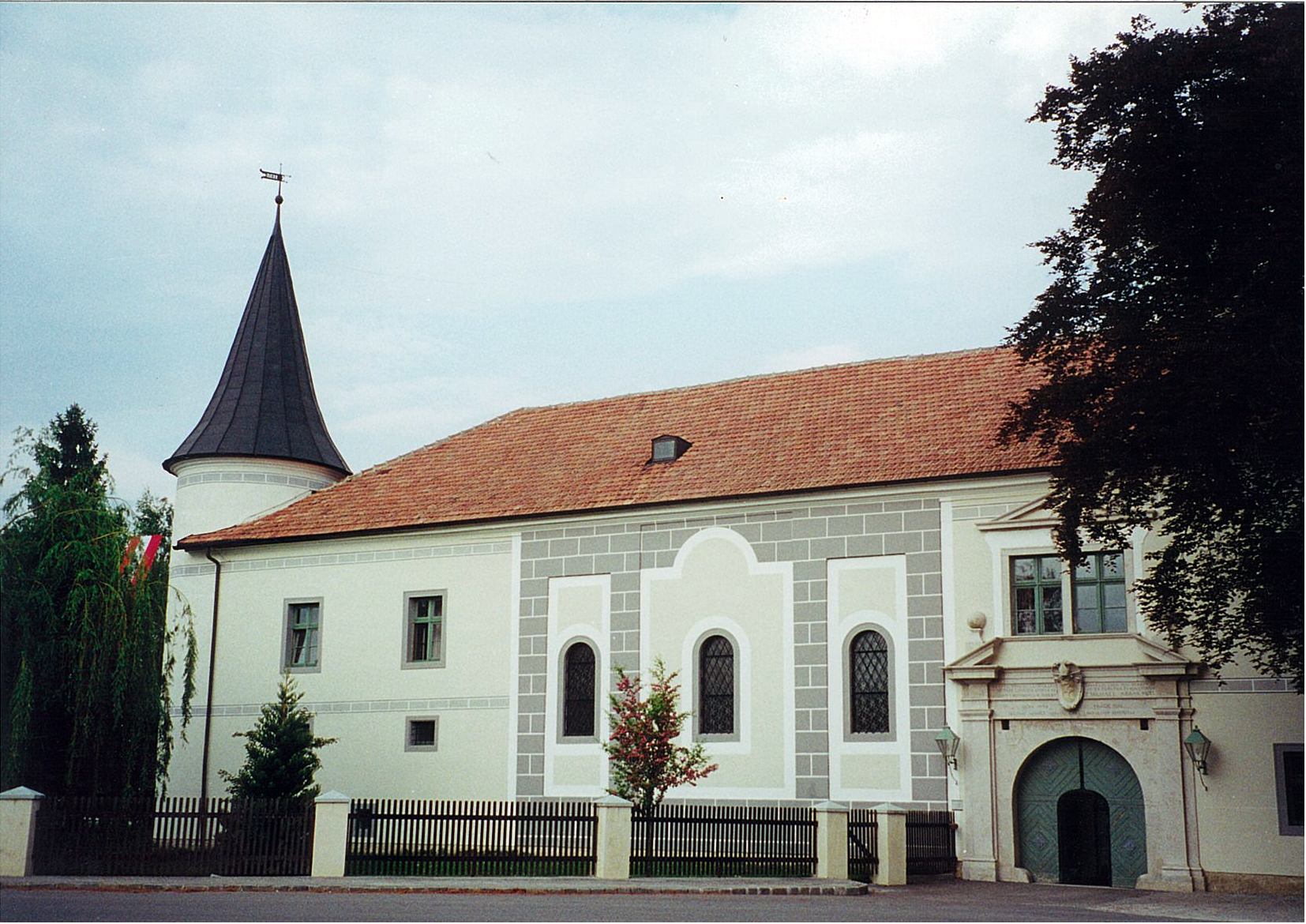
Schloss Trumau

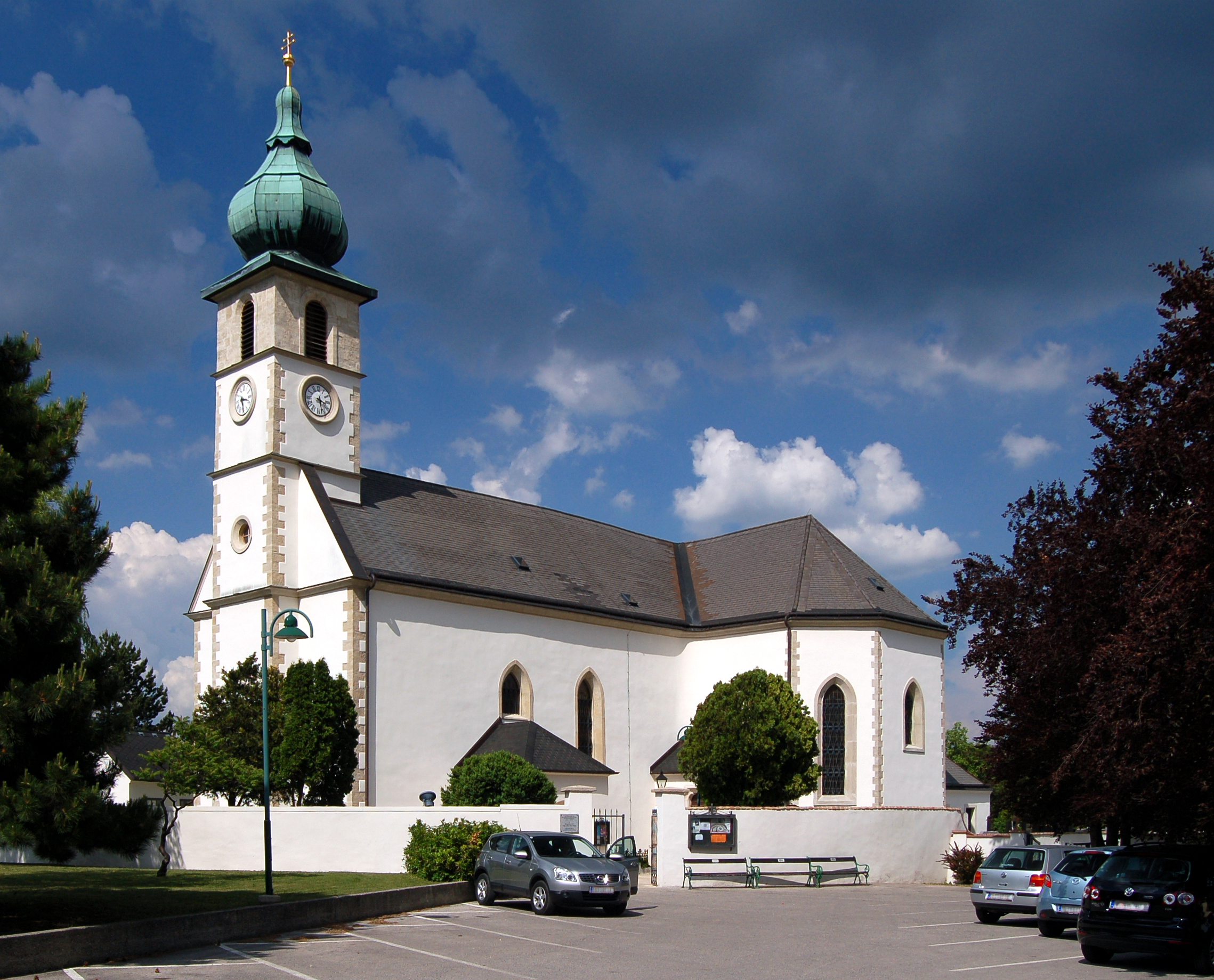
Pfarrkirche Trumau

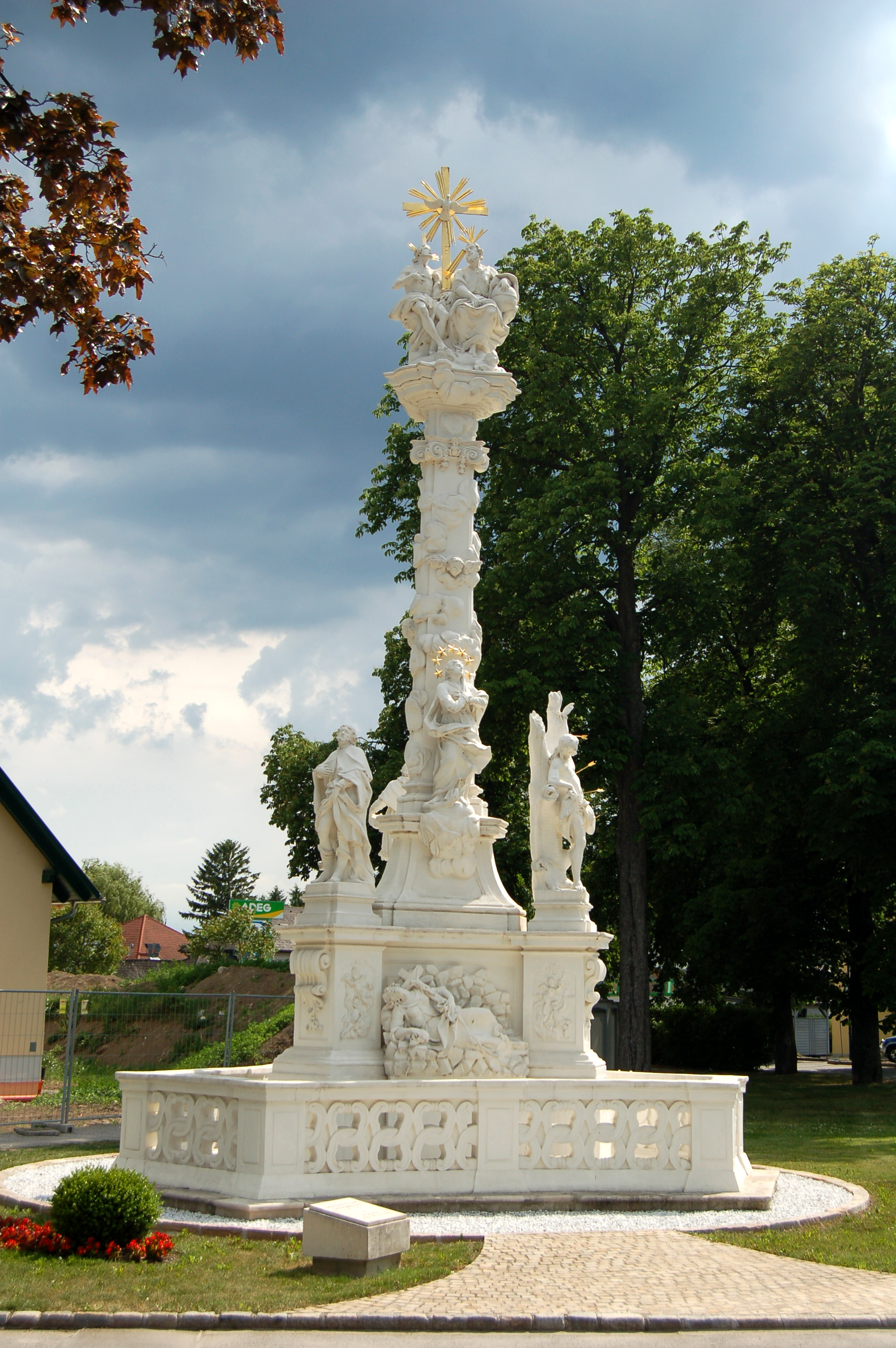
Pestsäule Trumau

- Schloss Trumau: Einen Wassergraben, ein Stauwerk und eine Mühle mit einem Mühlbach hat es vermutlich im 12. Jahrhundert im Zusammenhang mit der Grangie gegeben. Gegen Ende des Ersten Österreichischen Türkenkrieges (zwischen 1548 und 1558) wurde die umfriedete Hofanlage wiederaufgebaut; zahlreiche Um- und Neubauten erfolgten. Unter Gábor Bethlen 1621 brannten ungarischen Rebellen das Gebäude nieder. Im Jahre 1650 wurde auf Veranlassung von Abt Michael Schnabel der Wiederaufbau begonnen und 1667 beendet. Kaiser Leopold I. weilte mehrfach im Schloss Trumau, das zugleich als Verwaltungsbau, Schule und Pfarrhof diente. Im Zuge des Fünften Österreichischen Türkenkrieges wurde 1683 das Schloss stark beschädigt. Während der darauffolgenden Sanierungen wurden die Türme wesentlich verändert. Durch Brände wurde das Schloss mehrfach in Mitleidenschaft gezogen. Historisch gesicherte Brände gab es in den Jahren 1811 und 1880; andere kamen dazu. Das ursprünglich spitze Dach wurde bei der Wiederherstellung durch ein flacheres ersetzt. In den Jahren 1993 bis 1995 wurden umfangreiche Restaurierungen am Schloss vorgenommen, bei denen zwei Sonnenuhren im Innenhof frei gelegt werden konnten. Bei den Türmen wurde versucht, sie einem aus dem Jahre 1672 stammenden Stich von Georg Matthäus Vischer anzupassen. Seit 2009 befindet sich auf dem Schlossareal das Internationale Theologische Institut für Studien zu Ehe und Familie (heute: Katholische Hochschule ITI).
- Katholische Pfarrkirche Trumau hl. Johannes der Täufer: Der Abt von Heiligenkreuz veranlasste den Bau der Kirche im 16. Jahrhundert und engagierte dafür den Baumeister „Maister Andre Stuber zu Paden“. Die Steinmetzarbeiten führten italienische Meister, die Brüder Elias und Alexius Payos vom stiftseigenen Steinbruch aus.[3] Unter Abt Johannes Rueff wurde sie fertiggestellt. Bischof Hektor von Passau weihte am 22. Februar 1588 die nachgotische Trumauer Pfarrkirche unter dem Patrozinium von Johannes der Täufer. Der Kirchenbau wurde 1845 vergrößert.
- Pestsäule Trumau: Die Pest-/Dreifaltigkeitssäule, errichtet zwischen 1720 und 1730, stand ursprünglich an der Hauptkreuzung der Gemeinde neben dem Glockenturm. Im Zuge einer Renovierung wurde sie 2007 rund 200 m entfernt beim Pfarramt aufgestellt.

## Wirtschaft und Infrastruktur

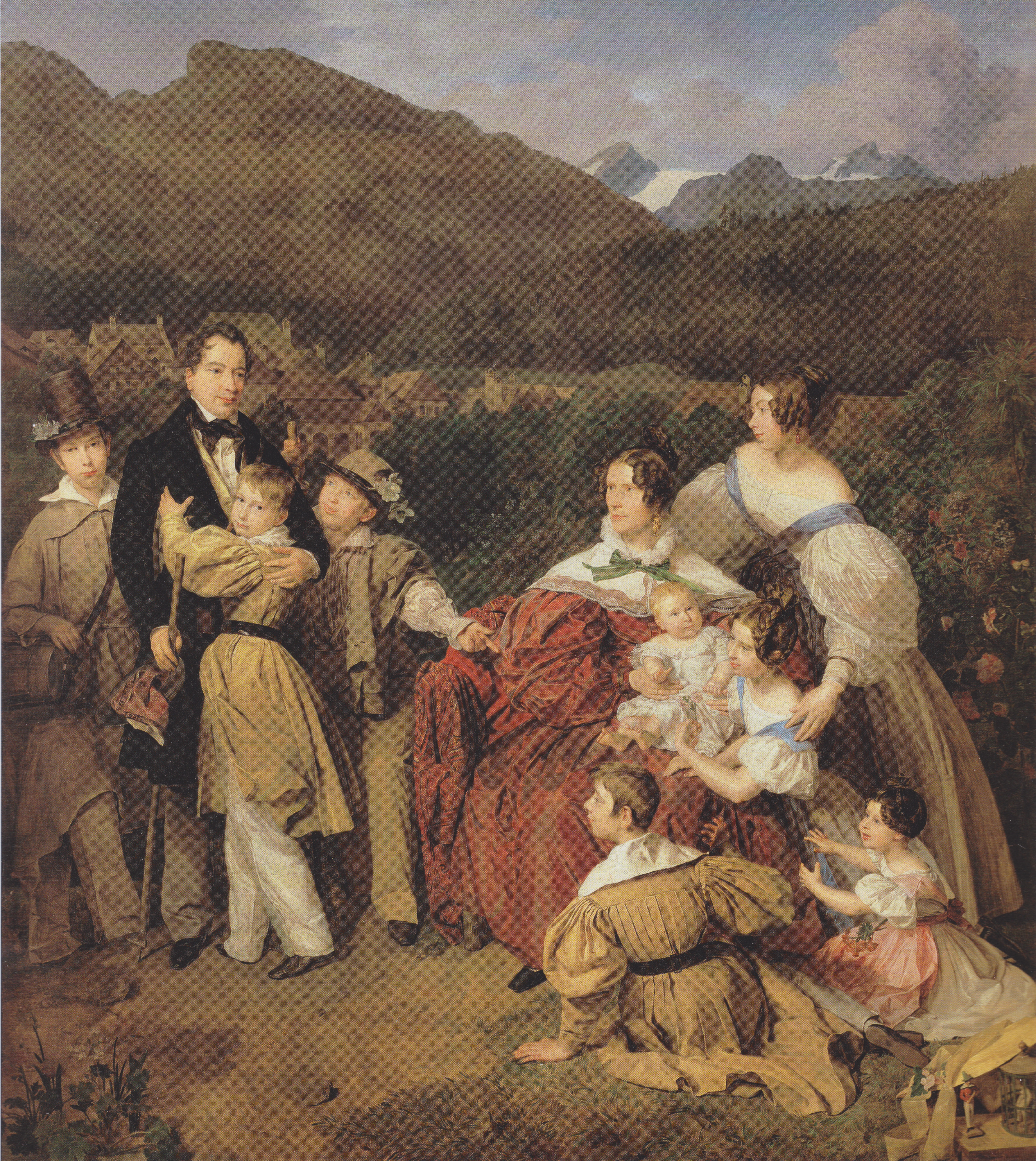
Josef August Eltz mit seiner Gattin Caroline, geb. Schaumburg und Familie, in Bad Ischl 1835
(von Ferdinand Georg Waldmüller)

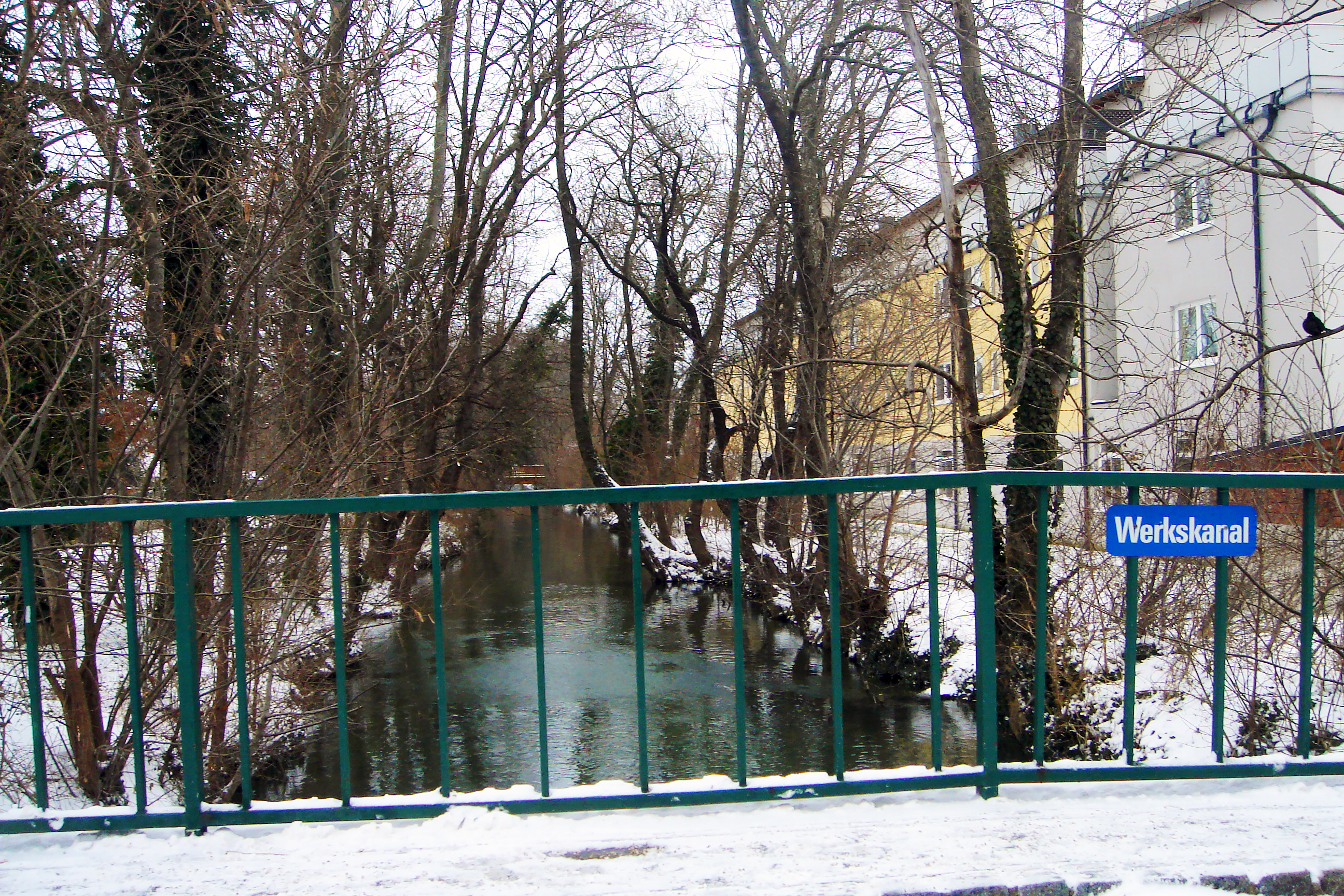
Werkskanal, im Zufluss zur ehemaligen Spinnfabrik (Anschnitt rechts: Sozialzentrum)

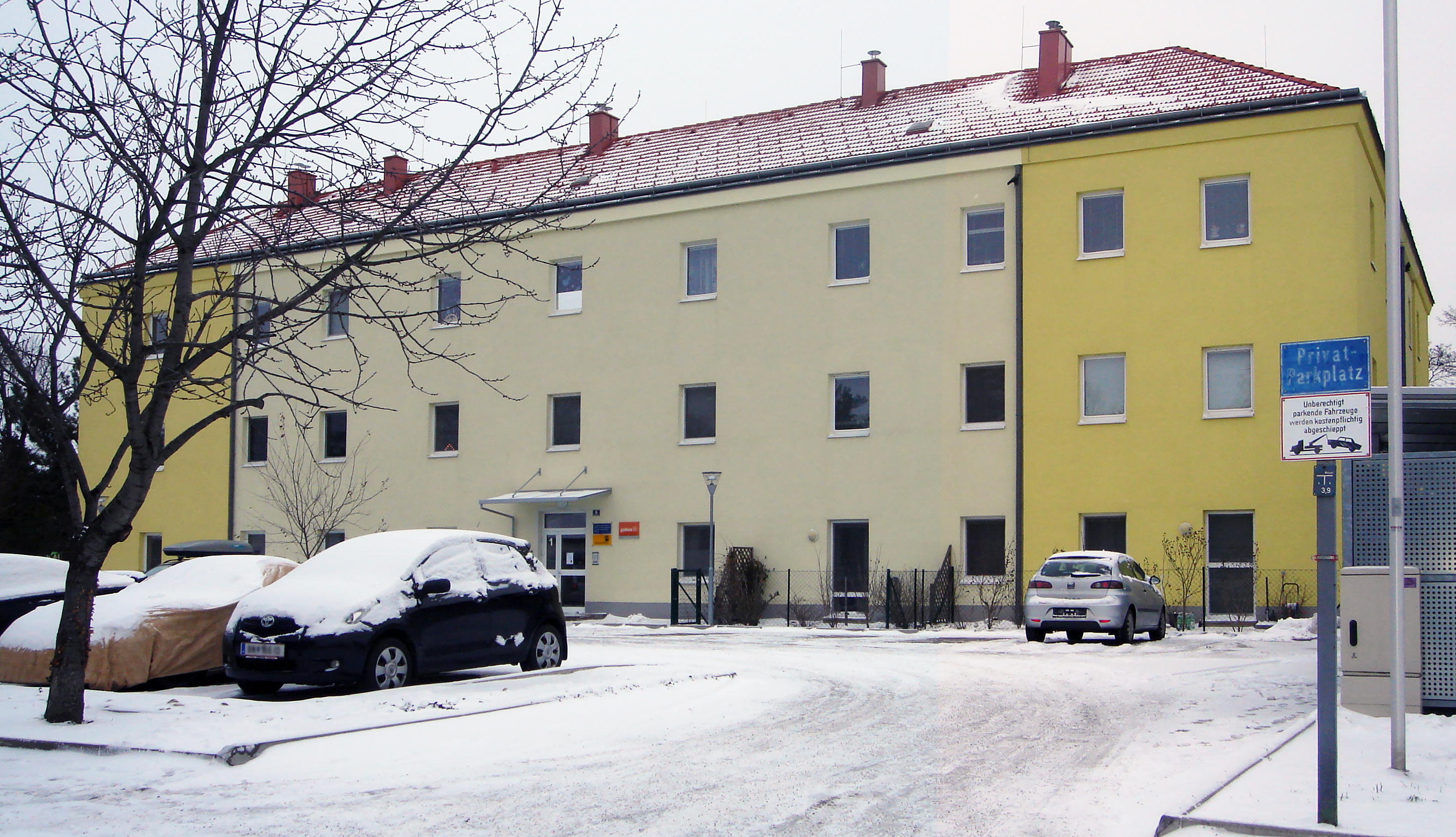
Genossenschaftlicher Wohnhof, 1838/1840 als (einstöckiges) Fabriksamt erbaut.

Unter Mitarbeit des Wiener Juristen Josef August Eltz (1788–1860) wurde mit Statuten vom 17. Juli 1838 eine Actiengesellschaft der Baumwollspinnfabrik zu Trumau gegründet, die an einem von der Triesting abgezweigten 4246 m langen Werkskanal eine über das Viertel unter dem Wienerwald weit hinaus bedeutende Spinnfabrik erbaute. Diese bestand in den ersten Jahren aus drei Hauptgebäuden: der 101 m langen Spinnerei, quer auf Achse des Kanals (bei Liliengasse 8), und zwei, je 40 m auf 25 m großen Wohngebäuden, symmetrisch auf beiden Seiten des (mit einem Steg versehenen) Kanals gelegen: östlich der (später zweihöfige und bis in die frühen 1990er Jahre bestehende) Arbeiterwohnbau Matschakahof; westlich das noch heute als Wohnhof genutzte ehemalige Fabriksamt (Nelkengasse 8). Mit 20. November 1863 wurde für den Betrieb handelsrechtlich der Name Actiengesellschaft der k. k. priv. Baumwoll-Fein-Spinn-Fabrik in Trumau eingetragen, mit 22. Jänner 1864 Aktiengesellschaft der k. k. priv. Baumwollfeinspinnfabrik in Trumau mit Sitz in Wien und der Zweigniederlassung zu Trumau und Marienthal, mit der die (seit zumindest 1859 de facto gegebene) Vereinigung des Trumauer Werks mit der Textilfabrik Marienthal verbüchert worden sein dürfte. Die Baumwollspinnerei bestand bis 1928.
In Trumau befinden sich mehrere Firmen des Stahl- und Aluminiumbaus sowie das Maschinenlager einer sehr großen Baugesellschaft. Am Rande des Ortes liegen das Zentrallager der Handelskette Hofer und zwei Kfz-, Handels- und Servicebetriebe.
- Schlosserhalle Trumau
- Windpark Trumau

Als eine der ersten Gemeinden in Niederösterreich hat Trumau seit April 2013 eine öffentliche Stromtankstelle für Elektroautos, bei der Autofahrer das Aufladen mit Ökostrom mit einer Tankkarte in berührungsloser RFID-Technik bezahlen.

### Weinanbau
In Trumau werden verschiedene Rebsorten angebaut: Neuburger, Grüner Veltliner, Burgunder, Chardonnay, Silvaner, Muskat-Ottonel, Zweigelt, Blauer Portugieser und Blauburger. Abgesetzt werden die Weine überwiegend bei Heurigen. Eine Buschenschank haben im Wechsel zu den gegebenen Terminen die Heurigen Artner, Heimhilcher, Mairinger Karl und Scheibenreif.

### Bildung
- zwei Kindergärten[11]
- Volksschule[12]
- Katholische Hochschule ITI

## Politik

### Gemeinderat
Der Gemeinderat hat 23 Mitglieder.
- Nach den Gemeinderatswahlen in Niederösterreich 1990 hatte der Gemeinderat folgende Verteilung: 17 SPÖ, 3 ÖVP und 1 Alternative Liste Trumau (GRÜNE).
- Nach den Gemeinderatswahlen in Niederösterreich 1995 hatte der Gemeinderat folgende Verteilung: 16 SPÖ, 3 ÖVP und 2 Alternative Liste Trumau (GRÜNE).[13]
- Nach den Gemeinderatswahlen in Niederösterreich 2000 hatte der Gemeinderat folgende Verteilung: 14 SPÖ, 5 ÖVP und 2 Alternative Liste Trumau (GRÜNE).[14]
- Nach den Gemeinderatswahlen in Niederösterreich 2005 hatte der Gemeinderat folgende Verteilung: 15 SPÖ, 5 ÖVP und 2 Alternative Liste Trumau (GRÜNE).[15]
- Nach den Gemeinderatswahlen in Niederösterreich 2010 hatte der Gemeinderat folgende Verteilung: 14 SPÖ, 4 ÖVP und 3 GRÜNE.[16]
- Nach den Gemeinderatswahlen in Niederösterreich 2015 hatte der Gemeinderat folgende Verteilung: 18 SPÖ, 3 FPÖ, 1 ÖVP und 1 GRÜNE.[17]
- Nach den Gemeinderatswahlen in Niederösterreich 2020 hatte der Gemeinderat folgende Verteilung: 17 SPÖ, 3 FPÖ, 2 ÖVP und 1 GRÜNE.[18]
- Nach den Gemeinderatswahlen in Niederösterreich 2025 hat der Gemeinderat folgende Verteilung: 20 SPÖ, 2 WIR und 1 FPÖ.[19]

### Bürgermeister
- 1965–1987 Johann Wedl (SPÖ)
- 1998–2013 Otto Pendl (SPÖ)
- seit 2013 Andreas Kollross (SPÖ)

### Wappen
Blasonierung: In einem blauen Schild eine zum Schwur bereite naturfarbene Hand, die über zwei gekreuzten silbernen Hämmern schwebt.
Das Wappen der Marktgemeinde Trumau bestand ursprünglich aus einem blauen Schild auf dem eine breite, hautfarbene Schwurhand zu erkennen war, welche an den feierlichen Eid des Markgrafen Leopold IV. erinnern soll. Im Jahre 1971 erfolgte die Verleihung eines weiteren Elements. Zwei gekreuzte silberne Hammer und darüber die Schwurhand sind seither im Wappen zu erkennen. Die neuen Elemente symbolisieren Industrie und Gewerbe. Die Bedeutung für Trumau der positiven Entwicklung von Industrie und Gewerbe im 19. und 20. Jahrhundert ist dabei für die Verleihung dieser Symbole ausschlaggebend gewesen.

## Persönlichkeiten

### Söhne und Töchter der Gemeinde
- Otto Effenberger, ARBÖ-Generalsekretär
- Franz Großbauer, Forstwirtschaftslehrer
- Erich Gruber, Jurist, Politiker und SS-Brigadeführer
- Friedrich Florian Grünberger, Architekt
- Karl Hess, Physiker
- Andreas Kollross, SPÖ-Politiker, Nationalratsabgeordneter
- Otto Pendl, SPÖ-Politiker, Nationalratsabgeordneter
- Johann Wedl, SPÖ-Politiker, Landtagsabgeordneter
- Johann Wurth, Lehrer, Dichter und volkskundlicher Sammler

### Personen mit Bezug zur Gemeinde
- Dieter Brosz, Grünpolitiker
- Bernhard Dolna, Theologie und Judaist, Lehrbeauftragter in Trumau
- Larry Hogan, Theologe, Lehrbeauftragter in Trumau